# Benkovac (Okucsány)
Benkovac (1931-től 1991-ig Benkovac Okučanski) falu Horvátországban, Bród-Szávamente megyében. Közigazgatásilag Okucsányhoz tartozik.

## Fekvése
Bródtól légvonalban 65, közúton 80 km-re északnyugatra, Pozsegától   légvonalban 37, közúton 51 km-re nyugatra, községközpontjától 5 km-re északra, a Psunj-hegység lejtőin, a Sloboština-patak partján fekszik.

## Története
A település határában talált régészeti leletek tanúsága szerint területe már az őskorban lakott volt. A Benkovacot Cagéval összekötő út közelében 1953-ban Marcel Gorenc azonosította a „Kućište” nevű lelőhelyet, ahol kézzel, korongolás nélkül durván, sok homokkal kidolgozott kerámiákat talált. Maga a terület deltoid alakú volt, melyet vízmosások és a fa szállításához kialakított utak szeltek keresztül. A terület fákkal és bozóttal sűrűn be volt nőve és csak a magasabban fekvő része volt tisztás. A leletek korát Gorenc a neolitikumra, vagy a történelem előtti időszak késői szakaszára tette.
Az Okucsány-Benkovac úttól keletre a „Brod” nevű szántóterület északi részét átszelő mezei út mellett az „Otrnci” lelőhelyen a tulajdonosok nagyobb tégladarabokat, építőanyag törmeléket és mozaikdarabokat találtak. 1955-ben és 1960-ban a teljes, mintegy száz négyzetméteres mozaikot feltárták, melyről bebizonyosodott, hogy egy nagyméretű, reprezentatív épület központi részén helyezkedett el. Az épület nyilvánvalóan ókori villagazdaság, ún. „villa rustica” központi épülete volt. A leletek között az ókori kerámiák mellett római pénzeket is találtak. 
A kora középkorban a lesnicai birtok feküdt az akkor Lesnicának, ma Sloboštinának nevezett patak mentén. A Szávától a Lesnica keleti partján a Psunj-hegységig terjedő birtok neve „Leznikmelléke” volt. A birtokot II. András 1210-ben kelt oklevele említi először, melyben a templomosok lovagrendjét megerősíti többek között az egykor Pozsega várához tartozott Lesnissa és Racessan földjeinek birtokában és leírja e földek határait. A török 1536 és 1544 között foglalta el ezt a területet, melynek székhelye az innét keletre található Ság vára volt. A török uralom idején Boszniából pravoszláv szerbeket telepítettek ide. A térség csak 1687-ben szabadult fel a török uralom alól.
Az első katonai felmérés térképén „Dorf Benkovacz” néven található. Lipszky János 1808-ban Budán kiadott repertóriumában „Benkovacz” néven szerepel.  
Nagy Lajos 1829-ben kiadott művében „Benkovacz” néven 28 házzal, 2 katolikus és 210 ortodox vallású lakossal találjuk.  A gradiskai határőrezredhez tartozott, majd a katonai közigazgatás megszüntetése után Pozsega vármegyéhez csatolták. 
1857-ben 215, 1910-ben 402 lakosa volt. Az 1910-es népszámlálás szerint lakosságának 98%-a szerb anyanyelvű volt. Pozsega vármegye Újgradiskai járásának része volt. Az első világháború után 1918-ban az új szerb-horvát-szlovén állam, majd később (1929-ben) Jugoszlávia része lett. 
1991-től a független Horvátországhoz tartozik. 1991-ben lakosságának 93%-a szerb nemzetiségű volt. A délszláv háború során a település már a háború elején 1991 tavaszán szerb ellenőrzés alá került. 1995. május 2-án a „Bljesak-95” hadművelet második napján foglalta vissza a horvát hadsereg. A szerb lakosság legnagyobb része elmenekült. 2011-ben a településnek 120 lakosa volt.

## Lakossága
| Lakosság változása | Lakosság változása | Lakosság változása | Lakosság változása | Lakosság változása | Lakosság változása | Lakosság változása | Lakosság változása | Lakosság változása | Lakosság változása | Lakosság változása | Lakosság változása | Lakosság változása | Lakosság változása | Lakosság változása | Lakosság változása |
| ------------------ | ------------------ | ------------------ | ------------------ | ------------------ | ------------------ | ------------------ | ------------------ | ------------------ | ------------------ | ------------------ | ------------------ | ------------------ | ------------------ | ------------------ | ------------------ |
| 1857               | 1869               | 1880               | 1890               | 1900               | 1910               | 1921               | 1931               | 1948               | 1953               | 1961               | 1971               | 1981               | 1991               | 2001               | 2011               |
| 215                | 242                | 236                | 307                | 310                | 402                | 400                | 362                | 243                | 278                | 277                | 277                | 245                | 189                | 171                | 120                |

## Nevezetességei
- Keresztelő Szent János tiszteletére szentelt pravoszláv temploma 1900-ban épült, de ezt 1941-ben az usztasák lerombolták. A mai templomot a 20. század utolsó éveiben kezdték építeni a régi templom alapjain.

- Római villa maradványai az Otrnci lelőhelyen, a település határában.